# Wapen van Zemst

Het wapen van Zemst

Het wapen van Zemst werd op 25 juni 1981 per Koninklijk Besluit aan de Vlaams-Brabantse gemeente Zemst toegekend. De gemeente is ontstaan uit een fusie tussen Weerde en Zemst. Het wapen is een voortzetting van de oude wapens van Weerde en Zemst, die gelijk aan elkaar waren.

## Blazoenering
De blazoenering van het wapen luidt als volgt:
Doorsneden 1. gedeeld a. in sabel een leeuw van goud, geklauwd en getongd van keel b. in goud drie palen van keel 2. in sinopel drie maliën van zilver. Het schild omringd door de ordeketen van het Gulden Vlies en geplaatst op een mantel van keel, gevoerd met hermelijn en getopt met een kroon met vijf fleurons van goud.
Het wapen is in drie delen gedeeld, het bovenste in tweeën en het onderste niet. Het eerste kwartier is zwart van kleur met daarop een gouden leeuw met rode tong. Het tweede is van goud met drie rode palen. Het onderste deel is groen met daarop drie zilveren maliën, uitgeholde ruiten. Om het schild heen de keten van de Orde van het Gulden Vlies. De keten en het schild staan in een rode mantel met hermelijnen voering, op de mantel een markiezenkroon.

## Geschiedenis
Het wapen is afgeleid van het wapen van Filips Frans van Glymes, hij was onder andere prins van Berghes en Grimbergen en ridder in de orde van het Gulden Vlies. Het wapen werd in 1698 gebruikt op een zegel van een van de drie schepenbanken die Zemst en Weerde gehad hebben.
De oude wapens van Zemst en Weerde waren gelijk aan elkaar en tevens aan dat van de nieuwe gemeente Zemst. De wapens hadden beide een beschrijving met daarin de maliën naast elkaar, in de huidige beschrijving is dit niet anders. Weerde kreeg het oude wapen in 1950 toegekend, Zemst vier jaar later.

## Verwante wapens
De volgende wapens zijn eveneens verwant aan het wapen van de heren van Bergen op Zoom:

Wapen van Fijnaart en Heijningen
Het oude wapen van Fijnaart en Heijningen
Wapen van Rucphen
Het oude wapen van Rucphen
Wapen van Woensdrecht
Wapen van Standdaarbuiten
Wapen van Ossendrecht
Het oude wapen van Boutersem, tevens het familiewapen van Van Boutersem
Het wapen van Wouw